# Granica Burkine Faso i Gane
Granica između Burkine Faso i Gane duga je 602 km, a proteže se od tromeđe s Obalom Bjelokosti na zapadu do tromeđe s Togom na istoku.

## Opis
Granica počinje na zapadu na tromeđi s Obalom Bjelokosti na rijeci Crnoj Volti; granica nastavlja prema sjeveru duž ove rijeke do 11. paralele sjev. Granica zatim skreće na istok, prateći ovu paralelu sve dok ne dođe do Crvene Volte (iako granica nije potpuno ravna u ovom dijelu, jer na nekoliko mjesta granica odstupa prema sjeveru ili jugu). Granica kratko prati Crvenu Voltu prema jugoistoku, prije nego što skrene prema sjeveroistoku nizom nepravilnih kopnenih linija. Zatim doseže Bijelu Voltu, kratko prateći ovu rijeku, a potom Nouhao, prije nego što skrene prema jugoistoku u ravnoj liniji do Togoanske tromeđe.

## Povijest
Europljani su počeli istraživati obalu Gane (koja se tada nazivala Zlatnom obalom) od 15. stoljeća i ona je postala središte raznih trgovačkih mreža, osobito zlatom i robovima; Njemačka, Švedska, Danska, Portugal i Nizozemska su u jednom trenutku ovdje imale trgovačke postaje. Britanija se također zainteresirala za regiju, te je tijekom 19. stoljeća postala dominantna regionalna sila, preuzevši sve suparničke trgovačke postaje i proglasivši 1867. koloniju Zlatnu obalu. Britanci su postupno proširili svoju vlast u unutrašnjost, protiv često odlučnog otpora domorodačkih kraljevstava poput Asantea ; sjeverno područje današnje Gane pripojeno je koloniji Zlatnoj obali 1901.
Tijekom 1880-ih je došlo do intenzivnog natjecanja između europskih sila za teritorije u Africi, procesa poznatog kao Utrka za Afriku. Proces je kulminirao na Berlinskoj konferenciji 1884., na kojoj su se dotične europske nacije složile oko svojih teritorijalnih zahtjeva i budućih pravila angažmana. Kao rezultat toga, Francuska je preuzela kontrolu nad gornjom dolinom rijeke Niger (otprilike ekvivalentno područjima modernog Malija i Nigera). Francuska je okupirala ovo područje 1900. godine; Mali (tada se nazivao Francuski Sudan) izvorno je bio uključen, zajedno s modernim Nigerom i Burkinom Faso (tada se nazivao Gornja Volta, unutar kolonije Gornji Senegal i Niger i postao je sastavni dio federalne kolonije Francuske Zapadne Afrike (Afrique occidentale française, skraćeno AOF).
Granica između Zlatne obale i francuskog teritorija  određena je dogovorom 14. lipnja 1898. Preciznija granica tada je izrađena razmjenom nota 1904., a službeno odobrena 1906. Granica je kasnije označena na terenu preko niza stupova. Tijekom razdoblja 1932.-47. unutarnja uređenja Francuske Zapadne Afrike su promijenjena: Gornja Volta je ukinuta, a njezin teritorij podijeljen između Francuskog Sudana, Nigera i Obale Bjelokosti; kao rezultat toga tijekom tog razdoblja Gana-Gornja Volta je time ukinuta, postavši nastavak granice Gane i Obale Bjelokosti.

## Naselja uz granicu

### Burkina Faso
- Dankana
- Batie Nord
- Ouessa
- Boura
- Léo
- Bieha
- Songo
- Youga

### Gana
- Kalba
- Hamile
- Wechiau
- Kolingwu
- Tumu
- Kwonehogo
- Navrongo
- Gulen
- Bongo
- Nangodi
- Lamboya
- Bolgatanga
- Paga
- Mogoumnore
- Bawku

## Granični prijelazi
Glavni granični prijelaz je Paga; manje korišteni prijelazi nalaze se u Tumu, Bawku i Hamile. 